# Герб на Великобритания
Кралският герб на Великобритания е официалният герб на британската монархия, понастоящем оглавявана от крал Чарлз III. Този герб се използва от краляат в неговото право като монарх и е официално познат като неговият Герб на Властта. Версии на този герб се използват от други членове на кралското семейство и от Британското правителство във връзка с администрацията и управлението на страната. В Шотландия краляат използва отделна версия на кралския герб. Друга версия се използва и от Шотландското министерство.
Щитът е разделен на четири, показвайки в първата и четвърта четвърт трите лъва, пазители на Англия. Втората четвърт представя Шотландия – изправен на задните си крака лъв с двойно квадратно ограждане с хералдически лилии. Третата част представлява арфата на Ирландия.
На върха се намира друг лъв, носещ имперската корона, което само по себе си е още един израз на властта на короната.
Разположен от лявата страна на щита се намира подобен изправен лъв, символизиращ Англия. От дясно се намира еднорогът, символизиращ Шотландия. Според легендата свободният еднорог е считан за изключително опасно животно и затова този е окован както и двата еднорога във версията на герба на Шотландия.
Върху герба са изписани едновременно и девизът на английската монархия Dieu et mon droit (Бог и моето право) така и девизът на Ордена на жартиера Honi soit qui mal y pense (Злочест да бъде онзи който мисли зло). Тези надписи са изписани на ленти, увиващи се около щита и под краката на еднорога и лъва.

## Използване
Кралският герб, както е показан по-горе, може да бъде използван само и единствено от самяат крал. Те също се появяват в съдилищата, защото монархът е носител на правосъдието в Обединеното кралство и правния Съд е част от Съда на монарха. Съдиите са официални представители на короната, което е показано чрез герба на краляат, застанал по стените на всеки съд в страната. Изключение е съдът в Лондон, където меч стои вертикално зад съдията, който е заграден от гербовете на града и на короната.
Британското правителство също използва Кралския герб като национален символ на Обединеното кралство и като такъв символ той стои на няколко правителствени документа, паспортите на гражданите, на входа на посолствата и консулствата и т.н. Когато гербът се използва от правителството, а не от самия монарх, то той често бива изобразяван без короната. Това следва и за шотландската версия на герба, използвана в Шотландското министерство.
Гербът обикновено се появявал на монетите, сечени от страната. Например през 1663 – гвинеята и през 1983 британската монета от един паунд. През 2008 нова серия от монети е пусната в обращение като на всяка една от седемте монети от 1 паунд надолу съдържат герба. Той, в пълния си образ, е изсечен на монетата от една лира, а части от него се появяват на другите монети и така те, събрани заедно, могат да образуват целия герб като пъзел .
Може да изглежда странно, че в герба няма нищо, което да представлява Уелс, но всъщност Уелс чрез съюза през 1707 се причислява към кралство Англия и затова не съществуват спорове относно това. Така че всички символи, представляващи Англия, представляват и Уелс. В миналото Уелс е отделно кралство, но след завладяването му от Англия, той престава да е такова. Всъщност принцът на Уелс е първородният син на монарха.
Знамето с герба се мести от Кралския дворец, когато краляат е в друга резиденция. Гербът в някоя от резиденциите на краляат означава, че той пребивава там. Това важи и за резиденциите в Шотландия, където практиката е същата, но се използва шотландският герб.
Кралският герб е също символ във всички съдилища в Британска Колумбия, в Канада .

## История
Външният вид на сегашния герб на Великобритания е смесица от развивалите се с векове гербове на кралствата, от които страната се състои. През историята може да се проследи изменянето, довело до съвременния герб. Галерията по-долу проследява основните фази в изменянето на някои от гербовете.
- Герб на Хенри II, първият познат за Англия, за периода 1154 – 1189.
- Първият познат герб на Шотландия е този на Уилям I. Преминава през множество промени, но накрая, преди съюза, пак възвръща своя облик.
- Герб, създаден през 1399, от Хенри IV, след което са последвали значителни промени до 1558, когато Елизабет I възвърща герба. Той се запазва до съюза на кралствата.
- През 1603 кралствата Шотландия, Англия и Ирландия се съюзяват и приемат този герб. Той се запазва до 1649 г.
- След множество промени гербът достига до този си вид за периода 1801 – 1837.
- Накрая през 1837 г. той приема своя краен облик, с когото е известен и сега.